# Verwaltungsgemeinschaft Heldburger Unterland
In der Verwaltungsgemeinschaft Heldburger Unterland im thüringischen Landkreis Hildburghausen haben sich die Städte Heldburg und Ummerstadt sowie vier Gemeinden des Heldburger Landes zur Erledigung ihrer Verwaltungsgeschäfte zusammengeschlossen. Das Gebiet der Verwaltungsgemeinschaft Heldburger Unterland umfasst den gesamten Südteil des Landkreises Hildburghausen. Es grenzt an die Gebiete des oberfränkischen Landkreises Coburg und der unterfränkischen Landkreise Rhön-Grabfeld und Haßberge.
Sitz der Verwaltungsgemeinschaft ist Heldburg.

## Die Gemeinden
- Heldburg (Stadt)
- Schlechtsart
- Schweickershausen
- Straufhain
- Ummerstadt (Stadt)
- Westhausen

## Geschichte
Die Verwaltungsgemeinschaft wurde am 30. September 1994 gegründet. Die Gemeinde Straufhain trat der Verwaltungsgemeinschaft am 31. Dezember 2013 bei. Im Rahmen der Gebietsreform in Thüringen fusionierten die Mitgliedsgemeinden Gompertshausen, Hellingen und Bad Colberg-Heldburg am 1. Januar 2019 zur neuen Stadt Heldburg.

## Einwohnerentwicklung
Entwicklung der Einwohnerzahl:
| - 1994 – 6062 - 1995 – 5762 - 1996 – 5754 - 1997 – 5730 - 1998 – 5634 - 1999 – 5675 | - 2000 – 5634 - 2001 – 5596 - 2002 – 5552 - 2003 – 5500 - 2004 – 5463 - 2005 – 5409 | - 2006 – 5367 - 2007 – 5259 - 2008 – 5178 - 2009 – 5112 - 2010 – 5053 - 2011 – 5115 | - 2012 – 5088 - 2013 – 7837 - 2014 – 7780 - 2015 – 7796 - 2016 – 7805 - 2017 – 7696 | - 2018 – 7663 - 2019 – 7600 - 2020 – 7548 - 2021 – 7538 - 2022 – 7577 - 2023 – 7439 |

 Datenquelle: ab 1994 Thüringer Landesamt für Statistik – Werte vom 31. Dezember

## Besonderheiten
Das Heldburger Unterland weist die höchste Dichte an noch betriebenen Gemeindebrauhäusern auf.
Die Bezeichnung Hausbrauerland soll dem Tourismus Impulse verleihen.